# Мюффлинг, Карл фон
Барон Карл фон Мюффлинг (нем. Philipp Friedrich Carl Ferdinand Freiherr von Müffling genannt Weiß; 12 июня 1775, Галле — 16 января 1851, Эрфурт) — прусский генерал-фельдмаршал, геодезист, политик, дипломат и писатель.

## Биография
В 1790 году вступил в прусскую армию и участвовал в походах на Рейн.
С 1798 по 1803 годы Мюффлинг занимался топографическими работами, при чём выработал собственный метод для изображения неровностей.
В 1813 году был генерал-квартирмейстером в армии Блюхера и 10 декабря 1813 года был награждён орденом св. Георгия 4-й степени (№ 2755 по кавалерскому списку Григоровича — Степанова).
25 января 1817 года российский император Александр I пожаловал Мюфлингу орден Святого Георгия 3-й степени (№ 389) «В ознаменование отличных подвигов, оказанных в минувшую кампанию против французских войск».
После Венского конгресса под руководством Карла фон Мюффлинга была создана единая карта Прусского королевства. До этого были доступны только карты Жана Жозефа Траншо наполеоновской эпохи. Карты записывались под его руководством молодыми офицерами. В 1836 году начались работы для провинции Вестфалия, а в 1842 году — для провинции Рейнланд. 
В 1818 году Мюффлинг принял участие в Аахенском конгрессе. В 1821 году назначен начальником генерального штаба прусской армии и членом государственного совета. 
В 1829 году, в качестве чрезвычайного посланника в Константинополе, содействовал заключению мира России с Турцией.
В марте 1832 году Мюффлинг был назначен командиром 7-го армейского  корпуса. В 1833 году он был членом провинциального парламента провинции Вестфалия как представитель принца Эмиля Фридриха I Бентхайм-Текленбургского.
В 1837 году назначен губернатором Берлина, в 1838 году — председателем Государственного совета.
В 1847 году он подал прошение об отставке, которое было удовлетворено, был произведен в генерал-фельдмаршалы и получил в награду имение Вандерслебен.
Он поселился в Эрфурте, где и умер 16 января 1851 года.

## Награды
Королевства Пруссия:
- Железный крест 1-го класса (1813)[3]
- Орден «Pour le Mérite» с дубовыми листьями (3 июня 1814)[4]
- Орден Красного орла 3-го класса
- Орден Красного орла 2-го класса с дубовыми листьями (1815)[5]
- Орден Красного орла 1-го класса с дубовыми листьями (1823)[6]
- Крест за выслугу лет[нем.] (1825)
- Орден Чёрного орла (18 ноября 1829); бриллиантовые украшения (15 октября 1840); цепь ордена (10 апреля 1847)[7]

Российской империи:
- Орден Святого Георгия 4-го класса (10 декабря 1813)
- Орден Святой Анны 1-й степени (3 августа 1814); алмазные украшения (26 мая 1829)[8]
- Орден Святого Георгия 3-го класса (25 января 1817)[9]
- Орден Святого Владимира 1-й степени (10 сентября 1829)[10]
- Орден Белого орла (8 октября 1838)[11]
- Орден Святого Александра Невского с алмазными украшениями[12] (5 апреля 1830)[13]
- Орден Святого апостола Андрея Первозванного (8 октября 1838); алмазные украшения (6 сентября 1843)[14][15].

Прочие:
- Орден Военных заслуг, командорский крест (королевство Франция)
- Орден Бани, крест рыцаря-командора (Великобритания)
- Королевский Гвельфский орден, большой крест (1825, королевство Ганновер)[16]
- Орден Людвига, большой крест (великое герцогство Гессен)[17]
- Военный орден Вильгельма, командорский крест (королевство Нидерланды)
- Военный орден Марии Терезии, рыцарский крест (Австрийская империя)
- Австрийский императорский орден Леопольда, большой крест (Австрийская империя)
- Династический орден Белого сокола, большой крест (великое герцогство Саксен-Веймар-Эйзенах)

## Основные сочинения
Перу Мюффлинга, кроме военно-топографических трудов, принадлежит ряд военно-исторических исследований, из которых наиболее замечательны:
- Мемуары Мюффлинга
- «Die preuss. u. russ. Campagne im J. 1813» (1813);
- «Gesch. d. Feldzungs d. Armee unter Wellington u. Blücher 1815» (1817);
- «Zur Kriegsgeschichte d. J. 1813 и 1814» (1827);
- «Betrachtungen über die Grossen Operationen u. Schlachten d. Feldzuge v. 1813 и 1814» (1827);
- «Napoleons Strategie im J. 1813» (1827)

## Образ в кино
- «Ватерлоо» (Италия, СССР, 1970) — актёр Джон Сэвидент[англ.]